# 阿伯內西 (阿拉巴馬州)
阿伯內西（英語：Abernathy）是一個位於美國阿拉巴馬州克利本縣的非建制地區。該地的面積和人口皆未知。

## 地理
阿伯內西的座標為33°39′02″N 85°24′27″W / 33.65055°N 85.4075°W，而該地最高點為海拔高度312米（即1024英尺）。